# National Board of Review Awards 1972
La 44ª edizione dei National Board of Review Awards si è tenuta il 14 dicembre 1972.

## Classifiche

### Migliori dieci film
- Un tranquillo weekend di paura (Deliverance), regia di John Boorman
- Il padrino (The Godfather), regia di Francis Ford Coppola
- Cabaret, regia di Bob Fosse
- L'uomo della Mancha (Man of La Mancha), regia di Arthur Hiller
- Frenzy, regia di Alfred Hitchcock
- 1776, regia di Peter H. Hunt
- La classe dirigente (The Ruling Class), regia di Peter Medak
- Gli effetti dei raggi gamma sui fiori di Matilda (The Effects of Gamma Rays on Man-in-the-Moon Marigolds), regia di Paul Newman
- Il candidato (The Candidate), regia di Michael Ritchie
- Sounder, regia di Martin Ritt

### Migliori film stranieri
- Il fascino discreto della borghesia (Le charme discret de la bourgeoisie), regia di Luis Buñuel
- Zio Vanja (Djadja Vanja), regia di Andrei Konchalovsky
- Le chagrin e la pitié, regia di Marcel Ophüls
- L'amore il pomeriggio (L'amour l'après-midi), regia di Éric Rohmer
- Karl e Kristina (Utvandrarna), regia di Jan Troell

## Premi
- Miglior film: Cabaret, regia di Bob Fosse
- Miglior film straniero: Le chagrin e la pitié, regia di Marcel Ophüls
- Miglior attore: Peter O'Toole (L'uomo della Mancha e La classe dirigente)
- Miglior attrice: Cicely Tyson (Sounder)
- Miglior attore non protagonista: Al Pacino (Il padrino) ex aequo Joel Grey (Cabaret)
- Miglior attrice non protagonista: Marisa Berenson (Cabaret)
- Miglior regista: Bob Fosse (Cabaret)